# Muslimská Čtvrť (Jeruzalém)

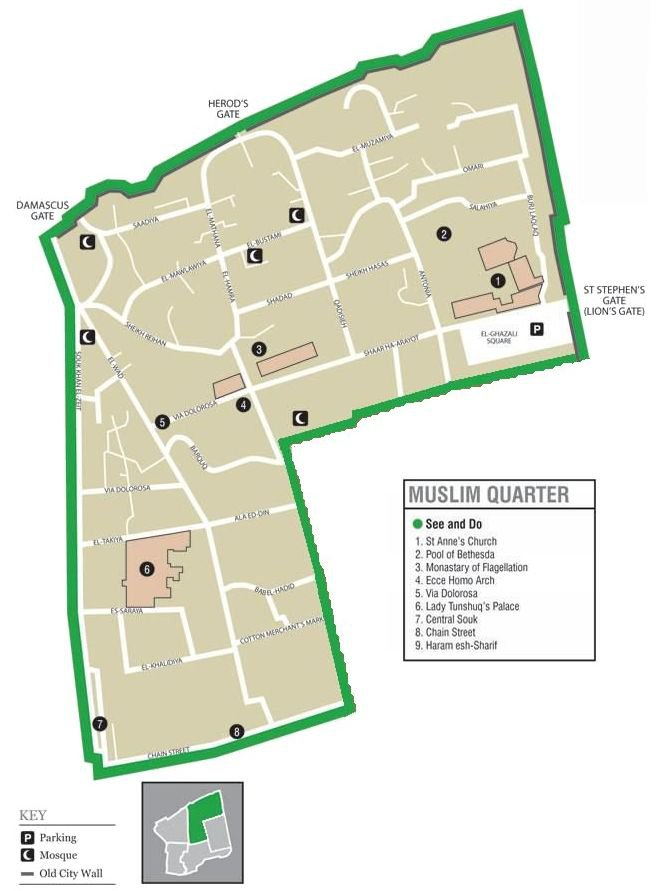
Mapa Muslimské Čtvrti

Muslimská Čtvrť je největší čtvrtí jeruzalémského Starého Města. Nachází se na severovýchodě Starého Města a přebývá v ní muslimské obyvatelstvo, ekonomicky poměrně slabé.

## Historie

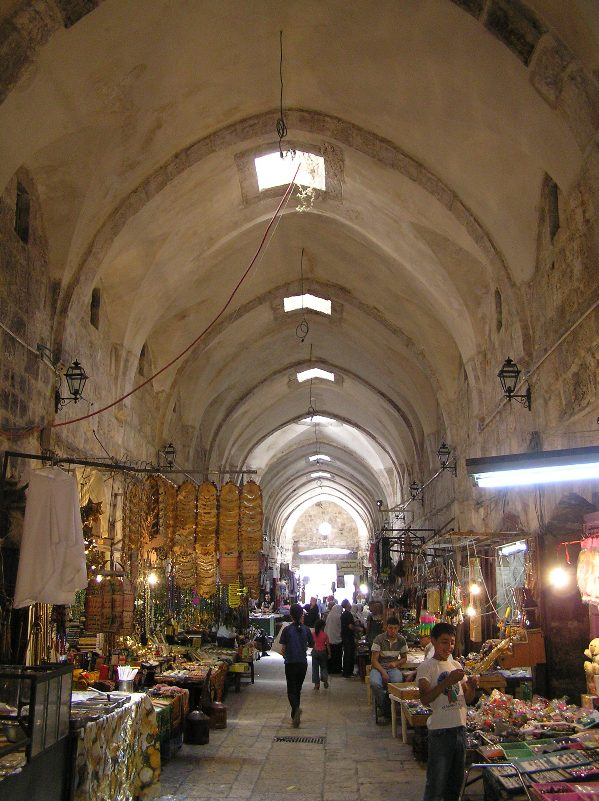
Tržnice v Muslimské Čtvrti

Čtvrť vznikla, když křesťané, židé a muslimové, kteří měli dostatečné prostředky, začali v 2. pol. 19. stol. a poč. 20. stol.) opouštět hradby Starého Města a stěhovat se do „nového města“. Na jejich místo přicházely mnohé muslimské rodiny z okolních vesnic a vytvořily tak základ současného muslimského obyvatelstva Starého Města a základ současné Muslimské Čtvrti.
Odchod Židů ze vznikající Muslimské Čtvrti urychlily palestinské pouliční bouře (1929) a nejvíc pak vypuknutí velkého arabského povstání (1936). Stovky židovských rodin opustily Muslimskou Čtvrť a přesídlily do Židovské Čtvrti nebo do nových čtvrtí mimo Staré Město.
Roku 1979 začalo uskupení „Ateret kohanim“ obnovovat židovskou ješivu v Muslimské Čtvrti. Tento počin v sobě zahrnoval i návrat do opuštěných domů, které původně patřily Židům, avšak byly získány Araby.
Většinou byl mezi muslimským a židovským obyvatelstvem zachováván klid, a tak bylo dosaženo poměrně dobrého sousedství. Avšak v dobách napětí mezi Izraelem a Palestinci či arabskými zeměmi propukají třenice také v Muslimské Čtvrti a příležitostně dochází i k násilným činům. Během první intifády a pak roku 1997 došlo dokonce k několika vraždám. V následujících letech byla proto posílena bezpečnost v Muslimské Čtvrti (např. instalací kamer) a násilných činů výrazně ubylo. Židé ochotně na tato bezpečnostní opatření finančně přispívají, aby mohli nadále v této oblasti žít.

## Důležité objekty
| Muslimské - súk al-Kattánín (bazar) | Křesťanské - Via Dolorosa - rakouský hospic - kostel Bičování - kostel Ecce homo - konvent sijónských sester - kostel sv. Anny | Židovské - Ateret kohanim (ješiva) - rezidence Ariela Šarona |